# Кіновиробництво

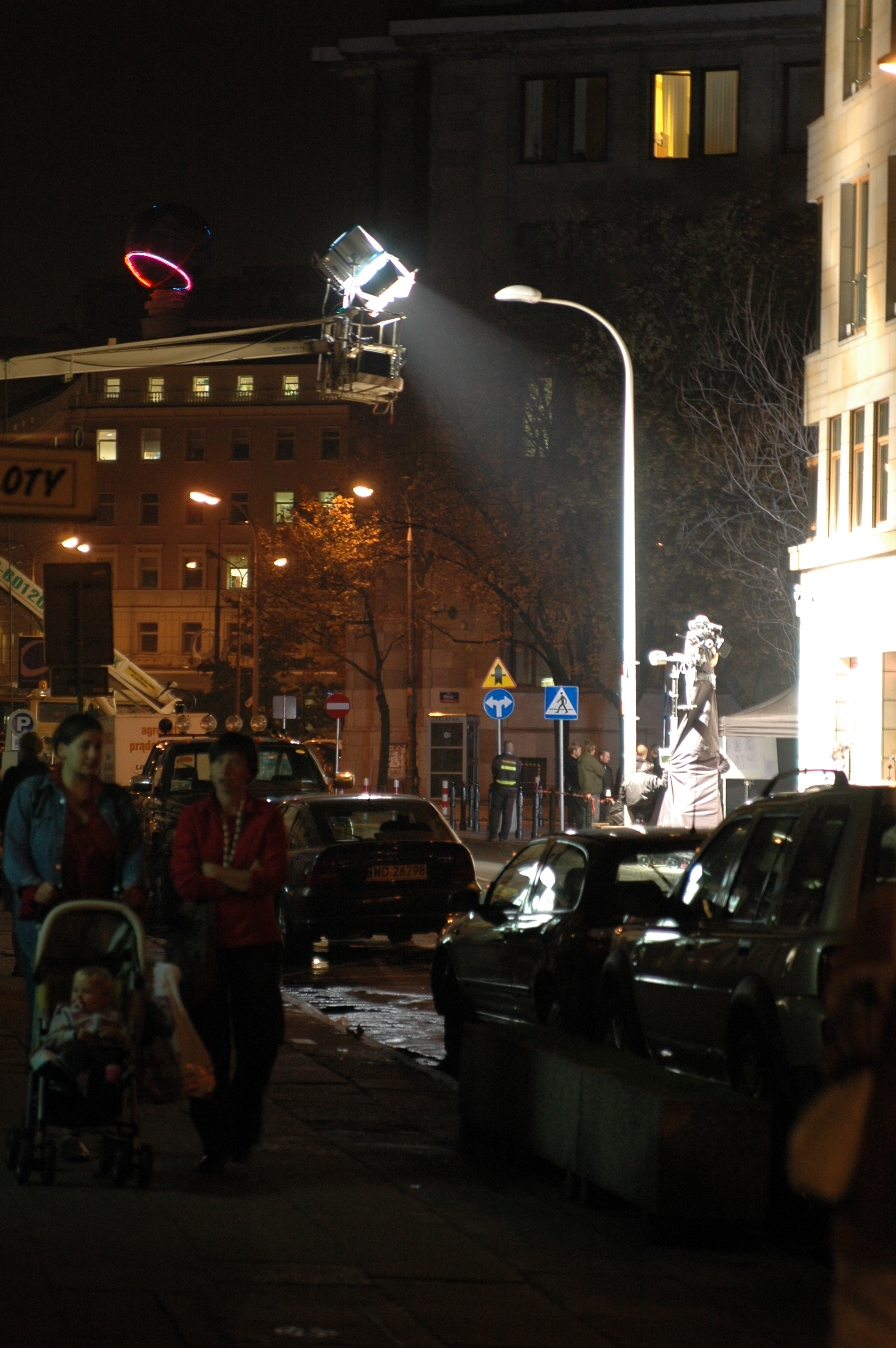
Зйомки фільму у Варшаві.

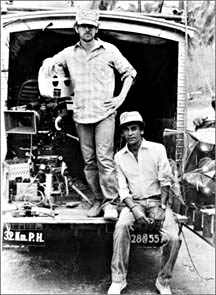
Стівен Спілберг (стоїть) і Чандран Рутнам у Шрі-Ланці під час зйомок фільму Індіана Джонс і Храм Долі.

Кіновиробни́цтво — це процес виробництва кінофільмів.
Знімання фільму передбачає певну команду людей, що необхідні протягом кіновиробництва. Багато голівудських пригодницьких фільмів вимагають комп'ютерної генерації образів (CGI), що створюються багатьма 3D-дизайнерами об'єктів та сцен, аніматорами, композиторами. Проте малобюджетний незалежний фільм може бути створений невеликою групою людей, що отримують мінімальну платню. Кіновиробництво існує у всьому світі, воно використовує різні технології, стилі дії та жанри, і фінансується за різними схемами — від державного замовлення у Китаї до орієнтованої на прибуток американської студійної системи.
У законодавчій термінології виробн́ицтво фíльму — це діяльність, що поєднує співпрацю авторів і виконавців фільму та інших суб'єктів кінематографії, спрямовану на втілення твору кінематографії технічними засобами.

## Стадії кіновиробництва
Типовий голівудський цикл виробництва фільму складається з п'яти основних стадій:
- Розробка
- Довиробнича підготовка
- Виробництво
- Пост-виробництво
- Розповсюдження

Цей виробничий цикл традиційно займає три роки. Першій рік ведеться розробка, другий довиробнича підготовка і виробництво. На третьому році відбувається поствиробництво та розповсюдження.

### Розробка
На цій стадії ідея втілюється у записи. Продюсер фільму знаходить історію, що може бути взята з книг, інших фільмів, реального життя або бути оригінальною. Після того як визначена тема та основна ідея, пишеться короткий зміст кінофільму (синопсис).
Створюється поетапна схема фільму, котра розбиває історію на сцени по одному абзацу. При цьому основна увага звертається на драматичну структуру. Пишеться огляд фільму на 25-30 сторінок, де розповідається про загальний настрій, персонажів, з невеликими діалогами та режисерськими помітками. У описі також часто містяться нариси, що допомагають візуалізувати ключові моменти фільму.
Виробники зв'язуються з розповсюджувачем, щоб він оцінив імовірний ринок для даного жанру.
Після цього пишеться сценарій, як правило, протягом шести місяців. Він може багато разів переписуватись, щоб поглибити драматизм, ясність, структуру, персонажів, діалоги та загальний стиль.
Виконується пітч (pitch) фільму, своєрідна презентація, після якої вирішують чи варто продовжувати роботу над проєктом. Якщо пітч проходить успішно, то надається фінансування від головної студії, ради фільму чи незалежних інвесторів. Обговорюється угода і підписуються контракти.

### Залізний сценарій
На початку 20-х років в Америці організація потокового виробництва фільмів вимагала готових сценаріїв, що заготовлюються про запас. Для цього стала в пригоді система так званого «залізного сценарію», випробувана свого часу Т. Інсом і Р. Салліваном. Першим ступенем роботи над сценарієм є «синопсис», тобто короткий виклад сюжету майбутнього фільму. Якщо синопсис задовольняв керівництво фірми, починався другий етап роботи — створення «тритменту» — більш поглибленого і деталізованого сюжету. До роботи над тритментом залучалося вже три-чотири фахівця. Один розробляв ліричні сцени, інший масові і т. д. І нарешті детально розроблений сценарій або «контюніті», передавався режисеру для написання знімального сценарію. Після затвердження керівництвом студії сценарій надходив у виробництво і ніякі зміни в ньому більше не дозволялись.

### Довиробнича підготовка
Або препродакшн.
Розробляється і планується виробництво фільму. Створюється виробнича компанія і відкривається виробничий офіс. Визначається бюджет фільму і плануються витрати. Виробництво фільму розкадровується і розподіляється бюджет. Фінансування зйомок теж проводиться на цьому етапі.
Створюються місця зйомок, костюми, дизайн, музика і наймається кінокоманда для наступних посад:
- Режисер відповідальний за загальний вигляд і відчуття фільму. Режисер, як правило, головна творча сила у створенні кінокартини.
- Режисер кастингу наймає акторів на відповідні ролі. Іноді для цього необхідні проби акторів, але у багатьох випадках, особливо для головних ролей, підбір акторів ґрунтується на їхній репутації та популярності.
- Керівник виїзних зйомок керує тим, що стосується кінознімання за межами кіностудії. Переважна більшість сучасних фільмів знімається у студіях, але окремі епізоди можуть зніматися за її межами, на виїзних зйомках.
- Керівник виробництва керує бюджетом та графіком виробництва. Він також звітує від імені виробничого офісу фінансистам проекту.
- Кінооператор розробляє та координує зйомки і освітлення. Він співпрацює з режисером, першим помічником режисера, режисером звукозапису та помічником режисера. Іноді ця посада називається кінематографіст.
- Художник-постановник (виробничий художник) розробляє вигляд сцен та костюмів (художник по костюмам).
- Художник-розкадровщик (графічний дизайнер) допомагає режисеру та художнику-постановнику втілити їхні ідеї у конкретні художні роботи для виробництва.
- Режисер звукозапису (director of audiography) розробляє та координує запис звуку і музики. Він співпрацює з режисером, першим помічником режисера, кінооператором та помічником режисера. Ця посада звична для фільмів Болівуду, але рідко трапляється у Голівуді, де діалоги найчастіше записуються на стадії поствиробництва.
- Звукооператор (sound designer) записує нові звуки до фільму.
- Композитор створює нову музику.
- Хореограф розробляє та координує рухи акторів, танці (переважно для мюзиклів). Також у деяких фільмах існує посада постановника бою (хореографа бою).

### Виробництво
Фільм безпосередньо створюється. Проводяться кінознімання, по завершенні яких зазвичай влаштовується вечірка.

### Поствиробництво
Або завершальний етап виробництва, чи постпродакшн.
На цьому етапі відбувається монтаж фільму.

### Розповсюдження
Або дистрибуція.
На цій останній стадії кінофільм потрапляє до кінотеатрів, або виходить на відеокасетах чи ді-ві-ді. Для театрів створюються фільмокопії у потрібній кількості. Друкуються постери та інша друкована продукція, кінофільм рекламується.
Фільм, як правило, відкривається вечіркою з нагоди відкриття, прес-релізом, інтерв'ю з пресою, показом фільму для преси, та участю у кінофестивалі. Останнім часом стало звично створювати сайт для знайомства з фільмом.
Фільм показується у обраних кінотеатрах, а ді-ві-ді потрапляє у продаж, як правило, кількома місяцями згодом. Права на показ фільму у кінотеатрах та на випуск ді-ві-ді продаються в інші країни. Усі прибутки розподіляються між розповсюджувачем (дистриб'ютором) та компанією виробником.

### ВікіПідручники
- Movie Making Manual — посібник з кіновиробництва (англ.)
- Movie Making Directory — покажчик кіновиробництва (англ.)

### Сайти
- Filmmaking.net [Архівовано 10 серпня 2020 у Wayback Machine.] — сайт про кіновиробництво (англ.)
- sibmovies.blogspot.com [Архівовано 10 квітня 2021 у Wayback Machine.] — інформація про створення фільмів поза студійною системою (англ.)
- КІНОВИРОБНИЦТВО — А-Д